# 西加茂村
西加茂村（にしかもそん）は、岡山県苫田郡にあった村。
現在の津山市加茂町百々、加茂町中原、加茂町楢井、加茂町成安、加茂町行重に当たる。
なお、西加茂村消滅時に合併した加茂町は後の新加茂町と同じ範囲を指し、新加茂町が分離して残った加茂町は西加茂村と東加茂村の範囲に当たるため、同名でも実質は全く別物と言える。
津山市への合併に伴い、それぞれの大字に加茂町を冠することとなった。

## 沿革
- 1889年6月1日 - 町村制施行に伴い、東北条郡百々村、中原村、楢井村、成安村、行重村が合併し、西加茂村となる。大字となった中原に役場を置く。
- 1900年4月1日 - 東北条郡が東南条郡、西西条郡、西北条郡と合併し、苫田郡となる。
- 1924年7月1日 - 苫田郡加茂村が町制施行、加茂町となる。
- 1942年5月27日 - 加茂町 、東加茂村と合併し、新たに加茂町となる。
- 1951年1月1日 - 加茂町から旧・加茂町が分離、新加茂町となる。旧・西加茂村、旧・東加茂村の範囲が加茂町として残る。
- 1954年4月1日 - 苫田郡加茂町、新加茂町、上加茂村が合併、新たに加茂町となる。

## 地区の地名
- 百々
- 中原
- 楢井
- 成安
- 行重

## 教育
- 加茂西小学校（1975年閉校）[1]

## 交通

### 鉄道
旧村内を走る鉄道およびその駅なし

### 道路
廃止当時は未完成。旧村内を走る高速道路・国道なし。

#### 県道
- 主要地方道
  - 岡山県道68号津山加茂線
- 一般県道

旧村内を走る一般県道なし

## 河川・山岳

### 河川
- 加茂川
- 欠場川

### 山岳
- 天狗寺山

## 名所・旧跡・観光スポット・祭事・催事

### 温泉
- 百々温泉

## 寺院・神社

### 寺院
- 瑠璃山日光院真福寺（眞福寺） - 加茂町行重1700。高野山真言宗（古義派高野山理性院流）。美作八十八ヶ所霊場、美作国七福神（美作の国七福神）霊場札所（弁財天）[2]。

#### 神社
- 金刀比羅神社、及びサムハラ神社 - 加茂町中原899[3]
  - サムハラ神社 奥の宮